# Keroplatus caribai
Keroplatus caribai är en tvåvingeart som beskrevs av Lane 1950. Keroplatus caribai ingår i släktet Keroplatus och familjen platthornsmyggor. Inga underarter finns listade i Catalogue of Life.